# Juan Manuel Silva
Juan Manuel Silva (Resistencia, Chaco, Argentina; 12 de octubre de 1972) es un piloto argentino de automovilismo de velocidad, de trayectoria nacional y con paso por el exterior. Compitió en las más reconocidas categorías de automovilismo de velocidad de la República Argentina, siendo partícipe y protagonista en casi todas ellas.
Inició su carrera deportiva en la Fórmula Renault Argentina, siendo campeón de esta divisional en 1993. Este título le valdría el ascenso al año siguiente al TC 2000, categoría donde debutara en 1994 y de la que se consagrara por única vez en 1999.
Su paso a nivel internacional se daría a mediados del año 1995, cuando debutara en la Fórmula 3 Sudamericana, categoría donde llegara a pelear el campeonato de 1996. En 1997 pasaría a competir en el Campeonato japonés de turismos, siendo invitado por la firma Toyota.
Tras su regreso al país en 1998, debutaría en el Turismo Carretera con la particularidad de ganar en el día de su debut. En esta categoría obtendría consecutivamente el subcampeonato de 2004 y el título de campeón de 2005, a la vez de quedar a las puertas de lograr su segunda corona en 2008, perjudicado por la decisión de la Asociación Corredores de Turismo Carretera de implementar a partir de ese año, la definición de los campeonatos mediante el sistema de Play Off.
También compitió en la categoría Top Race, en la cual fue partícipe en las dos etapas que tuviera la misma. Su debut en la categoría fue en 2004, donde alcanzaría el subcampeonato al comando de un BMW Serie 3. Tras este título se mantendría alejado de la categoría hasta el año 2008, donde regresaría ya con la categoría reformulada como Top Race V6. Durante esta segunda etapa, volvería a obtener el subcampeonato sucesivamente en los años 2008 y 2009. Tras la temporada 2010 volvería a retirarse, retornando nuevamente en 2012 y retirándose de manera definitiva en 2013.
Asimismo, en 2011 recibiría una invitación especial para competir en el Rally Dakar desarrollado entre Argentina y Chile. La participación en este evento lo animó a seguir compitiendo en los años siguientes en este tipo de categorías, llegando también en 2014 a debutar en el Campeonato Argentino de Rally Cross Country. En dicha categoría, obtendría el campeonato de la clase T1 de coches, escribiendo un hito más en su carrera deportiva.
Silva utiliza el número 111 en el Top Race desde 2008 y en el Turismo Carretera desde 2012.

## Biografía

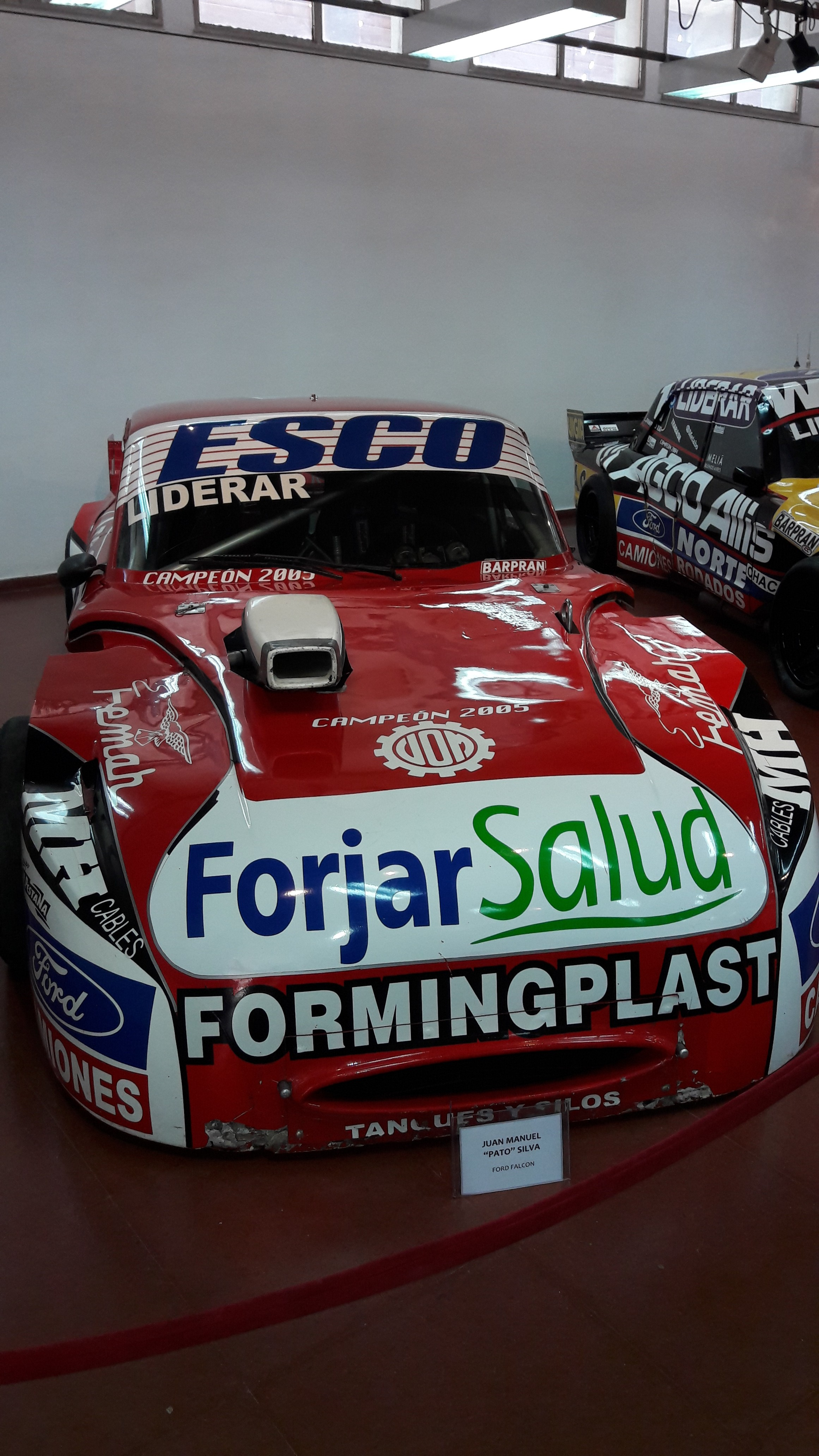
Ford de Juan Manuel Silva con el que coronó campeón de Turismo Carretera en 2005.

Hijo de un afamado preparador de coches de carreras zonales, Silva inició su carrera deportiva en los karts, corriendo desde 1985 hasta 1989, alzándose con un bicampeonato en sus últimos años.
En 1990, debutó a nivel nacional en la Fórmula Renault Elf de Argentina, obteniendo el campeonato 1993. Este campeonato le haría dar el salto a la segunda categoría nacional: El TC 2000. Ya en 1994, subió a un Ford Sierra propiedad de Ernesto Tito Bessone con preparación de Hugo Bini, pero luego de 3 carreras y debido a problemas económicos, debió cambiar el auto y confió la preparación de un nuevo Sierra al equipo de su padre: Manuel Antonio Silva. Este se convirtió en el primer coche de una categoría nacional preparado íntegramente en el Nordeste Argentino.
En 1995, fue nuevamente convocado por Hugo Bini para conducir el Sierra que dejara René Zanatta y con el que peleara el campeonato anterior. Este equipo se desmembró a mitad de año, cuando Zanatta fichó para Fiat y Silva fue convocado por Guillermo Maldonado para conducir un tercer Volkswagen Pointer de su equipo particular, el del Strano Competición pero con motores de Guillermo Fausto Maldonado. Corrió unas pocas carreras, ya que ese mismo año debutó de manera internacional al presentarse en la Fórmula 3 Sudamericana, al volante de un TOM'S-Toyota. Su desempeño en la misma, lo animó a presentarse un año más.
Luego de esta incursión, su carrera deportiva traspasó las fronteras cuando en 1997, participó del Campeonato Nacional de Turismos de Japón al volante de un Toyota Chaser, un coche de la marca que motorizaba su monoplaza de Fórmula 3.
Pero su deseo de volver a la Argentina pudo más, y con la experiencia adquirida en Japón regresó al TC 2000 al volante de un Honda Civic, en 1998. Ese fue un año muy especial para él porque formó un equipo muy competitivo con Juan María Traverso y Omar Martínez como compañeros, además de obtener su primera victoria a nivel Nacional. Su actuación en TC 2000, le abrió las puertas a la posibilidad de correr en la máxima categoría del país: El Turismo Carretera.
Debutó en 1998 en el Turismo Carretera, con una particularidad que pocos lograron: Ganó la carrera final el mismo día de su debut. A partir de ese entonces, Silva se mantendría fiel a dos marcas: Honda en TC 2000 y Ford en TC.
Su primer campeonato a nivel nacional llegó en 1999, cuando a bordo de su Civic, derrotó a su compañero de equipo Omar Martínez y a Walter Hernández con su Volkswagen Polo, para alzarse con el título de Campeón Argentino de TC 2000. Pero lo que realmente lo terminó de poner en la galería de los pilotos más grandes, fue el haber obtenido el título de Campeón Argentino de Turismo Carretera en 2005. Este título, lo obtuvo a bordo de su Ford Falcon, el mismo con el que en 2003 ganara la carrera número 1000 del Turismo Carretera.
Piloto temperamental a la hora de manejar, se destaca también por su picardía, saber conservar su coche en buen estado para atacar en las últimas vueltas y buen genio para con la gente. Esta cualidad, le posibilitó la llegada a la televisión, donde actualmente se desempeña como panelista en el programa Última Vuelta de Fox Sports, junto a Emiliano Spataro y Norberto Fontana.

En 2008, Silva se vio privado de lograr su 2.º campeonato argentino de Turismo Carretera, debido a la implementación a mitad de año, de los sistemas de playoff, por parte de las autoridades de la ACTC. Esta medida, perjudicó severamente a Silva, ya que con su coche consiguió desarrollar un andar abrumador, que lo dejó con todas las posibilidades de consagrarse campeón anticipadamente. Sin embargo, en un golpe de timón, la ACTC estableció el sistema de playoff, a fin de "garantizar" la definición del campeonato en la última fecha.

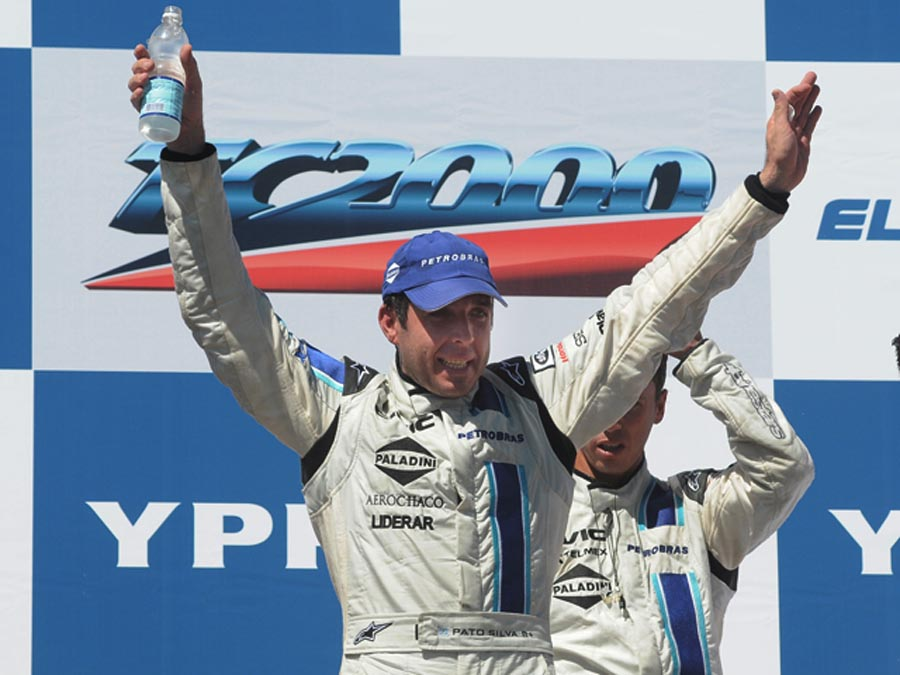
El Pato festejando una victoria en TC2000.

Este sistema consistió en quitarle los puntos a los 12 pilotos que se hayan ubicado en las doce mejores plazas a cinco fechas del final. Con estos 12 pilotos y con las 5 fechas restantes, se desarrolló un mini-torneo, para definir al campeón. En este caso, Silva correría con el plus de ventaja de arrancar con 7 puntos, por haber sido el puntero hasta esa fecha. Los demás debían arrancar de cero. Además, para indemnizar el perjuicio, Silva fue "recompensado" con 300.000 pesos, los cuales serían la suma ganada por el campeón de la categoría, en concepto de premios. Sin embargo, esto no fue suficiente para remediar un daño que ya estaba hecho. En las primeras tres carreras el rendimiento del coche de Silva cayó, y a pesar de haber ganado la cuarta y de haber subido al podio en la última, no logró alcanzar el objetivo de recuperar el campeonato, que le fue arrebatado en los escritorios. Al mismo tiempo, Silva comenzaba una campaña mediática denunciando un supuesto favoritismo de parte del equipo hacia su compañero y rival de campeonato Guillermo Ortelli, quien se terminaría consagrando. Con estos condimentos, sumado al recorte participativo impuesto por ACTC a los equipos y el acuerdo firmado entre Chevrolet y el JP Racing, Silva se retiraría del JP, armando una nueva estructura de TC para el equipo RV Racing Sports.
En 2009, mientras militaba dentro del equipo Petrobras de TC 2000, Silva fue protagonista de una nueva interna dentro de un equipo, al tener un particular enfrentamiento con su ocasional compañero de equipo José María López, hecho que se diera en el marco de otra definición de campeonato y que desembocaría en el campeonato de López y el alejamiento de Silva de la escudería que defendía los colores de Honda, tras 12 años de representación de dicha marca.
Su carrera deportiva continuó en 2010 en las filas del equipo Renault Lo Jack Team, donde el chaqueño tuvo un paupérrimo desempeño. Al mismo tiempo, dentro del Turismo Carretera y tras los bajos resultados del RV Competición, Silva fue convocado por el equipo HAZ Racing Team, con el cual terminaría cerrando el año y prolongaría su vínculo al año siguiente. Este año, también se decidiría por abandonar el TRV6, donde competía con un Ford Mondeo II del RV Competición, con el cual se quedaría con el subcampeonato del año 2009.
El año 2011 terminaría siendo un año ambivalente para el piloto chaqueño, ya que había comenzado el año con el HAZ en el TC y su vínculo se había extendido al TC 2000, donde la escudería poseía la representación oficial de Ford Argentina. El comienzo de año había sido prometedor para él y su escudería, con la obtención del triunfo en General Roca. Sin embargo, con el correr del tiempo el rendimiento de su Ford Focus II fue decayendo, perdiendo chances de luchar por el campeonato. Este año, Silva retornaría al TRV6, luego de su retiro en 2010 corriendo en un Mercedes-Benz Clase C. Pero lamentablemente, la tragedia también se hizo presente en la vida de Silva, ya que en menos de un mes sufriría las muertes de su padre Manuel Antonio, de César Filippa (mecánico del HAZ que perdiera la vida de manera trágica) y de su compañero de equipo en el TC Guido Falaschi, quien murió en un terrible accidente en el circuito de Balcarce. Por todas estas situaciones, Silva terminaría tomando una decisión terminal, al anunciar su retiro del TC una vez finalizado el torneo de 2011.

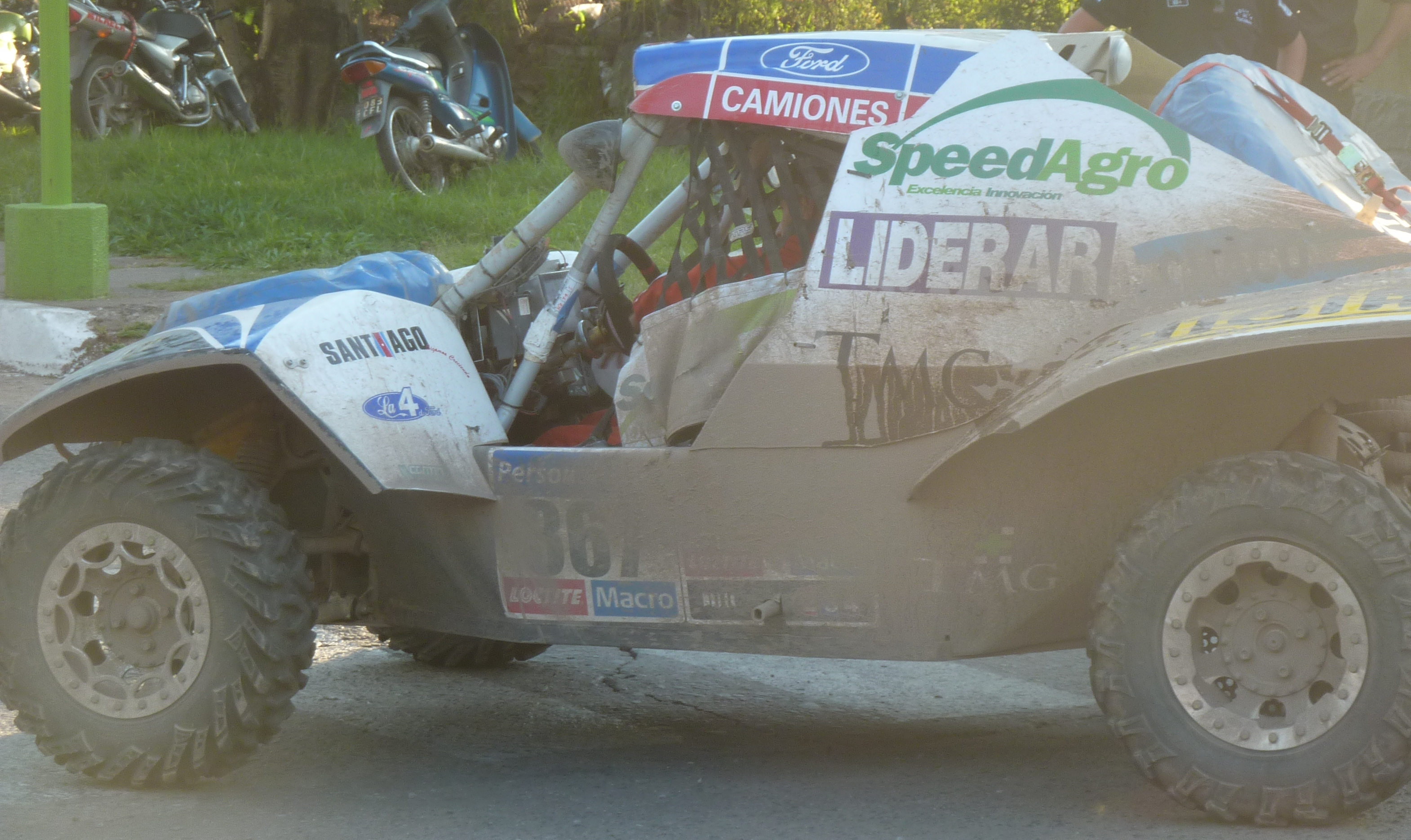
Juan Manuel Silva en el Rally Dakar 2011.

Finalmente, tras haber anunciado su retiro del TC, Silva terminaría dando marcha atrás en su decisión tras habérsele sido ofertada la posibilidad de permanecer en la categoría, integrando el nuevo equipo armado por el retirado piloto Julio César Catalán Magni, quien había dejado la actividad tras haber sido electo Diputado Nacional por Tierra del Fuego. En ese contexto, Silva volvería a subirse a su Ford Falcon, en esta oportunidad bajo la atención de Rodolfo Di Meglio en chasis y Marcelo Esteban en motores. En 2012, Silva nuevamente tomaría partido en el Rally Dakar que uniera los países de Argentina, Chile y Perú, compitiendo en esta ocasión a bordo de una camioneta Volkswagen Amarok.
A pesar de su confirmada continuidad en el TC, Silva manifestaría su intención de descartar la idea de hacer dos categorías por año, pero desechando su continuidad en TC 2000, donde al mismo tiempo su equipo el HAZ Racing Team anunció el recambio de su denominación, a la vez de confirmarse el sorpresivo retiro del apoyo oficial a la escudería por parte de la marca Ford. En este año también, Silva recibiría una invitación por parte del piloto José Manuel Balbiani para participar de la tradicional competencia de las 24 Horas de Nürburgring, tripulando una unidad Aston Martin Vantage, formando parte del equipo representativo de Argentina, junto a los pilotos Alejandro Chawhan y Sebastián Martínez, debiendo cumplir previamente con el requisito de competir en por lo menos una carrera del Campeonato de Nürburgring de Resistencia de la VLN, compitiendo junto a Balbiani a bordo de la unidad antes mencionada.

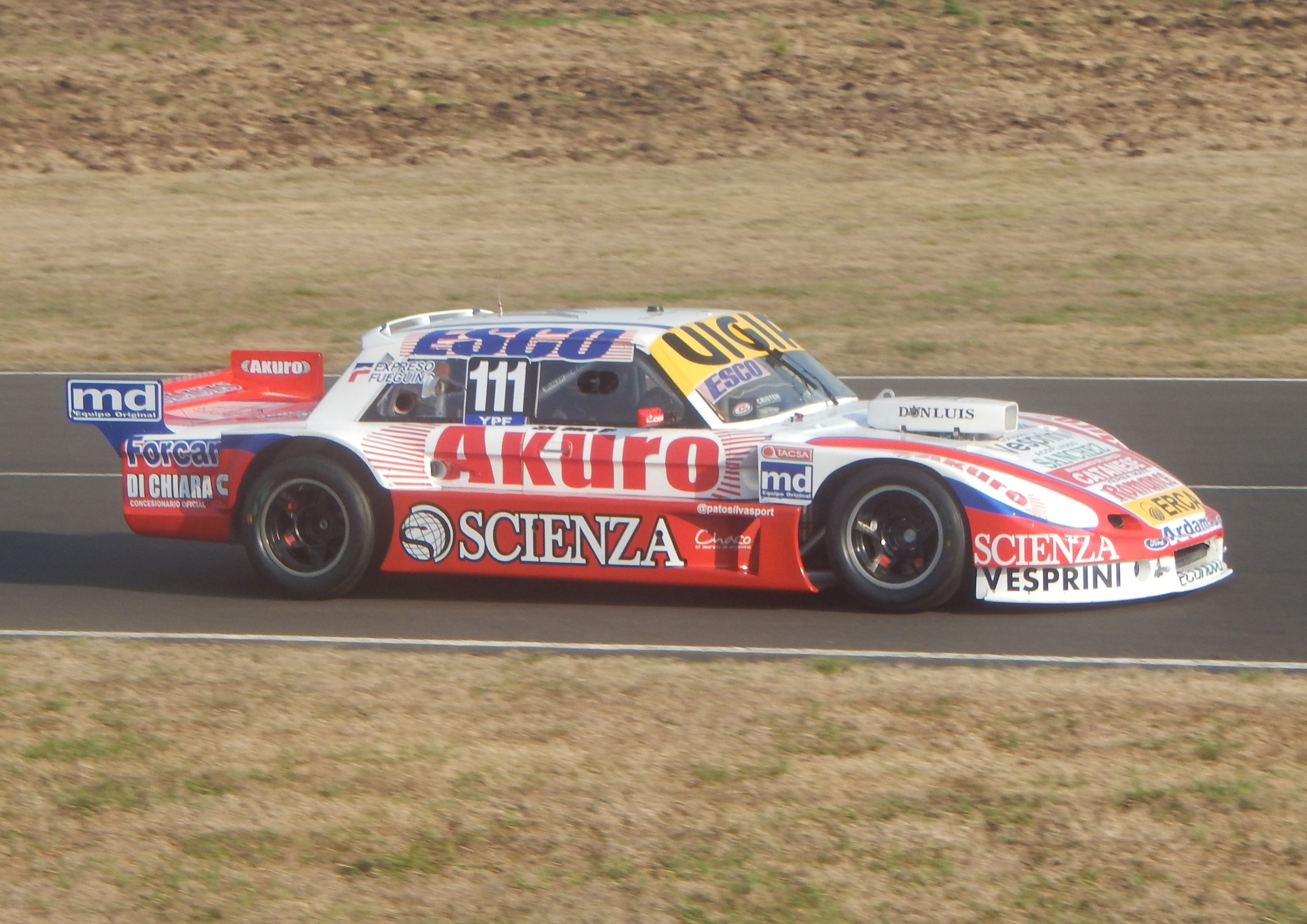
Juan Manuel Silva en la temporada 2015 del TC.

La actividad de Silva en el automovilismo no se detuvo, teniendo en los años 2013 y 2014 participaciones en las categorías de pista Turismo Carretera y Top Race, como así también concretando nuevas participaciones en las ediciones del Rally Dakar sudamericano, corrido en esos años y adoptando más experiencia en este nuevo tipo de terrenos. Su experiencia en los Dakar, lo llevaría a marcar un nuevo hito en su carrera deportiva al sumarse al Campeonato Argentino de Rally Cross Country (CARCC) en 2014, consiguiendo en su año de debut el campeonato de la divisional de automóviles, al consagrarse campeón de la división "Coches T1 Nafta del CARCC" al comando de una unidad Mercedes-Benz Clase ML denominada "Prototipo Colcar RT", mismo vehículo que utilizara en el Dakar de ese año. La consagración llegó el 19 de octubre de 2014 luego de la prueba del Rally de Comahue, donde Silva inscribiría su nombre junto a los de Javier Pizzolito en motocicletas, Lucas Bonetto en Quads 4x2, Daniel Mazzuco en Quads 4x4, Omar Gándara en Coches T1 Diésel y Sebastián Guayasamín en Coches T2.

### Actualidad
En diciembre de 2020 anunció su baja del Turismo Carretera, afirmando que continuaría compitiendo en el Súper TC2000 y que más adelante volvería al campeonato para su retirada definitiva.

## Resumen de carrera
| Temporada | Categoría                                                       | Equipo                              | Carreras | Victorias | Poles | VR  | Podios | Puntos | Pos. |
| --------- | --------------------------------------------------------------- | ----------------------------------- | -------- | --------- | ----- | --- | ------ | ------ | ---- |
| 1990      | Fórmula Renault Argentina                                       |                                     | 2        | 0         | 0     | 0   | 0      | -      | NC   |
| 1991      | Fórmula Renault Argentina                                       | s/d                                 | s/d      | s/d       | s/d   | s/d | 10     | 20.º   |      |
| 1992      | Fórmula Renault Argentina                                       | 14                                  | 0        | 0         | 0     | 1   | 30     | 11.º   |      |
| 1993      | Fórmula Renault Argentina                                       | 14                                  | 6        | 5         | 2     | 10  | 186    | 1.º    |      |
| 1994      | Turismo Competición 2000                                        | Bessone Sport                       | 14       | 0         | 0     | 0   | 0      | 8      | 21.º |
| 1995      | Turismo Competición 2000                                        | Bini Competición Strano Competición | 8        | 0         | 0     | 0   | 0      | 15     | 17.º |
| 1995      | Fórmula 3 Sudamericana                                          | Pro Racing                          | 12       | 0         | 0     | 0   | 1      | 11     | 9.º  |
| 1996      | Fórmula 3 Sudamericana                                          | Pro Racing                          | 11       | 1         | 1     | 1   | 3      | 77     | 6.º  |
| 1997      | Campeonato Japonés de Turismos                                  | Toyota Team Cerumo                  | 14       | 0         | 0     | 0   | 1      | 31     | 11.º |
| 1997      | Fórmula 3 Sudamericana                                          | Pro Racing                          | 3        | 0         | 0     | 0   | 0      | 8      | 16.º |
| 1998      | Turismo Carretera                                               | Giambrone Competición               | 6        | 1         | 0     | 0   | 1      | 51     | 24.º |
| 1998      | Turismo Competición 2000                                        | Honda Team Pro Racing               | 23       | 2         | 5     | 1   | 8      | 182    | 6.º  |
| 1999      | Turismo Carretera                                               | Alifraco Sport                      | 11       | 0         | 0     | 0   | 1      | 68,5   | 22.º |
| 1999      | Turismo Competición 2000                                        | Honda Team Pro Racing               | 28       | 6         | 8     | 3   | 14     | 295    | 1.º  |
| 2000      | Turismo Carretera                                               | Alifraco Sport                      | 16       | 0         | 0     | 1   | 2      | 115    | 12.º |
| 2000      | Turismo Competición 2000                                        | Honda Team Pro Racing               | 14       | 1         | 1     | 0   | 3      | 87     | 3.º  |
| 2001      | Turismo Carretera                                               | Alifraco Sport                      | 1        | 0         | 0     | 0   | 0      | -      | NC   |
| 2001      | Turismo Competición 2000                                        | Honda Racing Argentina              | 14       | 1         | 1     | 0   | 4      | 75     | 5.º  |
| 2002      | Turismo Carretera                                               | Alifraco Sport                      | 16       | 1         | 0     | 0   | 4      | 177    | 4.º  |
| 2002      | Turismo Competición 2000                                        | Honda Racing Argentina              | 14       | 3         | 0     | 0   | 4      | 103    | 3.º  |
| 2003      | Turismo Carretera                                               | JP Racing                           | 16       | 1         | 1     | 1   | 4      | 138    | 6.º  |
| 2003      | Turismo Competición 2000                                        | Honda Racing Petrobras              | 14       | 1         | 2     | 0   | 4      | 92     | 4.º  |
| 2004      | Turismo Carretera                                               | JP Racing                           | 16       | 0         | 0     | 0   | 5      | 174,5  | 2.º  |
| 2004      | Turismo Competición 2000                                        | Honda Racing Petrobras              | 14       | 0         | 2     | 1   | 4      | 112    | 4.º  |
| 2004      | Top Race                                                        | Proas Motorsport                    | s/d      | 4         | 2     | s/d | s/d    | 201    | 2.º  |
| 2005      | Turismo Carretera                                               | JP Racing                           | 16       | 2         | 0     | 2   | 7      | 231    | 1.º  |
| 2005      | Turismo Competición 2000                                        | Honda Racing Petrobras              | 14       | 1         | 3     | 2   | 2      | 92     | 5.º  |
| 2006      | Turismo Carretera                                               | JP Racing                           | 16       | 1         | 2     | 0   | 3      | 153,5  | 5.º  |
| 2006      | Turismo Competición 2000                                        | Honda Petrobras Lubrax              | 14       | 3         | 3     | 2   | 7      | 185    | 2.º  |
| 2007      | Turismo Carretera                                               | Firestone JP Racing                 | 16       | 2         | 0     | 1   | 5      | 173    | 3.º  |
| 2007      | Turismo Competición 2000                                        | Honda Petrobras                     | 14       | 1         | 2     | 1   | 2      | 92     | 7.º  |
| 2007      | Top Race V6                                                     | RV Racing Sports                    | 1        | 0         | 0     | s/d | 0      | 4      | 44.º |
| 2008      | Turismo Carretera                                               | Firestone JP Racing                 | 16       | 2         | 2     | 1   | 9      | 268    | 2.º  |
| 2008      | Turismo Competición 2000                                        | Honda Petrobras                     | 14       | 0         | 2     | 0   | 7      | 153    | 3.º  |
| 2008      | Top Race V6                                                     | RV Competición                      | 12       | 2         | 0     | 1   | 3      | 191,5  | 2.º  |
| 2009      | Turismo Carretera                                               | RV Racing Sport                     | 16       | 0         | 0     | 1   | 2      | 145,75 | 10.º |
| 2009      | Turismo Competición 2000                                        | Equipo Petrobras                    | 13       | 1         | 0     | 3   | 5      | 127    | 3.º  |
| 2009      | Turismo Competición 2000 Copa Endurance Series                  | Equipo Petrobras                    | 3        | 0         | 0     | 0   | 1      | 27     | 5.º  |
| 2009      | Top Race V6                                                     | RV Racing Sports                    | 14       | 2         | 0     | 1   | 7      | 47     | 2.º  |
| 2010      | Turismo Carretera                                               | RV Racing Sports HAZ Racing Team    | 16       | 0         | 0     | 0   | 0      | 131,75 | 14.º |
| 2010      | Turismo Competición 2000                                        | Renault Lo Jack Team                | 13       | 0         | 0     | 1   | 1      | 25     | 15.º |
| 2010      | Turismo Competición 2000 Copa Endurance Series                  | Renault Lo Jack Team                | 3        | 0         | 0     | 0   | 0      | 13     | 10.º |
| 2010      | Top Race V6 Copa América                                        | RV Racing Sports                    | 6        | 2         | 0     | 1   | 3      | 93     | 4.º  |
| 2010      | Top Race V6 Torneo Clausura                                     | RV Racing Sports                    | 3        | 0         | 0     | s/d | 1      | 5      | 4.º  |
| 2011      | Turismo Carretera                                               | HAZ Racing Team                     | 14       | 0         | 0     | 0   | 1      | 119,5  | 16.º |
| 2011      | Turismo Competición 2000                                        | Ford YPF                            | 13       | 1         | 0     | 1   | 2      | 138    | 6.º  |
| 2011      | Rally Dakar - Autos                                             | ProDakar                            | 1        | 0         |       |     | 0      |        | 45.º |
| 2011      | Top Race V6                                                     | AS Racing                           | 5        | 0         | 0     | 0   | 1      | 56     | 5.º  |
| 2011      | Turismo Nacional Clase 3                                        | Vittal G Racing Car                 | 1        | 0         | 0     | 0   | 1      | -      | NC   |
| 2012      | Turismo Carretera                                               | Catalán Magni Motorsport            | 15       | 0         | 0     | 0   | 1      | 114    | 16.º |
| 2012      | 24 Horas de Nürburgring - Clase SP10                            |                                     | 1        | 0         | 0     | 0   | 0      | -      | NC   |
| 2012      | Campeonato de Nürburgring de Resistencia de la VLN              | 1                                   | 0        | 0         | 0     | 0   | 6,25   | 693.º  |      |
| 2012      | Campeonato de Nürburgring de Resistencia de la VLN - Clase SP10 | 1                                   | 0        | 0         | 0     | 0   | -      | -      |      |
| 2012      | Rally Dakar - Autos                                             | Legión Argentina SpeedAgro          | 1        | 0         |       |     | 0      |        | NC   |
| 2012      | Top Race V6                                                     | RV Racing Sports                    | 11       | 2         | 0     | 0   | 3      | 55     | 4.º  |
| 2012      | TC Mouras Torneo de pilotos invitados                           | Alifraco Sport                      | 1        | 0         |       | 0   | 0      | 2,25   | 35.º |
| 2013      | Turismo Carretera                                               | Catalán Magni Motorsport            | 16       | 1         | 0     | 1   | 1      | 440,5  | 4.º  |
| 2013      | Rally Dakar - Autos                                             | s/d                                 | 1        | 0         |       |     | 0      |        | NC   |
| 2013      | Top Race V6                                                     | RV Racing Sports                    | 11       | 1         | 1     | 1   | 5      | 56     | 3.º  |
| 2014      | Turismo Carretera                                               | Catalán Magni Motorsport            | 16       | 0         | 0     | 1   | 2      | 478,5  | 4.º  |
| 2014      | 24 Horas de Nürburgring - Clase SP10                            | Prosport-Performance GmbH           | 1        | 1         | 0     | 0   | 1      | -      | 1.º  |
| 2014      | Rally Dakar - Autos                                             | Colcar Racing Team                  | 1        | 0         |       |     | 0      |        | 20.º |
| 2014      | Campeonato Argentino de Rally Cross Country - Autos             | Colcar Racing Team                  | s/d      | s/d       |       |     | s/d    | s/d    | 1.º  |
| 2014      | Stock Car Brasil                                                | Red Bull Racing                     | 1        | 0         | 1     | 0   | 0      | -      | -    |
| 2015      | Turismo Carretera                                               | Catalán Magni Motorsport            | 16       | 1         | 1     | 0   | 1      | 301,75 | 20.º |
| 2015      | 24 Horas de Nürburgring - Clase SP10-GT4                        | Prosport-Performance GmbH           | 1        | 1         | 0     | 0   | 1      | -      | 1.º  |
| 2015      | Rally Dakar - Autos                                             | Colcar Racing Team                  | 1        | 0         |       |     | 0      |        | NC   |
| 2015      | Campeonato Argentino de Rally Cross Country - Autos             | Colcar Racing Team                  | s/d      | s/d       |       |     | s/d    | 64     | 1.º  |
| 2016      | Turismo Carretera                                               | Catalán Magni Motorsport            | 16       | 0         | 0     | 0   | 0      | 568,5  | 4.º  |
| 2016      | Turismo Nacional Clase 3                                        | Citroën Total TN Racing             | 12       | 0         | 0     | 0   | 0      | 83     | 24.º |
| 2016      | Rally Dakar - Autos                                             | Colcar Racing Team                  | 1        | 0         |       |     | 0      |        | 50.º |
| 2016      | Campeonato Argentino de Rally Cross Country - Autos             | Colcar Racing Team                  | 2        | s/d       |       |     | s/d    | s/d    | s/d  |
| 2016      | TC Mouras Torneo de pilotos invitados                           | CM Sport                            | 3        | 0         |       | 0   | 0      | 26,5   | 9.º  |
| 2017      | Turismo Carretera                                               | Catalán Magni Motorsport            | 15       | 1         | 0     | 0   | 2      | 345,75 | 11.º |
| 2017      | Súper TC 2000                                                   | Escudería Fela                      | 12       | 0         | 0     | 0   | 0      | -      | -    |
| 2017      | Rally Dakar - Autos                                             | Colcar Racing Team                  | 1        | 0         |       |     | 0      |        | 33.º |
| 2017      | Campeonato Argentino de Rally Cross Country - Autos             | Colcar Racing Team                  | 1        | 0         |       |     | 0      |        |      |
| 2017      | Top Race V6                                                     | RV Racing Sports                    | 6        | 1         | 0     | 0   | 1      | 16     | 19.º |
| 2017      | 24 Horas de Nürburgring - Clase SP10                            | Team Mathol Racing e. V.            | 1        | 0         | 0     | 0   | 0      | -      | NC   |
| 2018      | Turismo Carretera                                               | CM Sport                            | 15       | 0         | 0     | 0   | 1      | 284    | 20.º |
| 2018      | TC Pick Up                                                      | JP Carrera                          | 5        | 1         | 1     | 1   | 2      | 35     | 5.º  |
| 2018      | Rally Dakar - Autos                                             | Colcar Racing Team                  | 1        | 0         |       |     | 0      |        | NC   |
| 2019      | Turismo Carretera                                               | MG Racing                           | 14       | 1         | 1     | 1   | 4      | 403    | 8.º  |
| 2019      | TC Pick Up                                                      | JP Carrera                          | 10       | 1         | 0     | 1   | 2      | 103    | 7.º  |
| 2019      | Rally Dakar - Autos                                             | Colcar Racing Team                  | 1        | 0         |       |     | 0      |        | 18.º |
| 2019      | Turismo Nacional Clase 3                                        | Chetta Racing                       | 2        | 0         | 0     | 0   | 0      | 19     | 34.º |
| 2020      | Turismo Carretera                                               | LCA Racing MG Racing S.A.           | 11       | 0         | 0     | 0   | 0      | 112,75 | 30.º |
| 2020      | Súper TC 2000                                                   | Puma Energy Honda Racing            | 15       | 0         | 0     | 0   | 0      | 20     | 16.º |
| Fuente:   |                                                                 |                                     |          |           |       |     |        |        |      |

## Palmarés
| Título  | Categoría                | Automóvil              | Año  |
| ------- | ------------------------ | ---------------------- | ---- |
| Campeón | Fórmula Renault Elf      | Crespi-Renault         | 1993 |
| Campeón | TC 2000                  | Honda Civic VI         | 1999 |
| Campeón | Turismo Carretera        | Ford Falcon            | 2005 |
| Campeón | C.A. Rally Cross Country | Mercedes-Benz Clase ML | 2014 |

### Otras distinciones
| Título     | Categoría         | Automóvil           | Año  |
| ---------- | ----------------- | ------------------- | ---- |
| Subcampeón | Turismo Carretera | Ford Falcon         | 2004 |
| Subcampeón | Top Race Original | BMW Serie 3         | 2004 |
| Subcampeón | TC 2000           | Honda Civic VII     | 2006 |
| Subcampeón | Turismo Carretera | Ford Falcon         | 2008 |
| Subcampeón | Top Race V6       | Mercedes-Benz C-203 | 2008 |
| Subcampeón | Top Race V6       | Ford Mondeo II      | 2009 |

## Resultados

### Turismo Competición 2000
| Año  | Equipo                 | Auto              | 1    | 2    | 3     | 4     | 5     | 6    | 7     | 8     | 9      | 10     | 11     | 12     | 13    | 14     | 15  | 16  | 17    | 18    | 19     | 20     | 21     | 22     | 23    | 24    | 25    | 26    | 27     | 28     | Res. | Puntos |
| ---- | ---------------------- | ----------------- | ---- | ---- | ----- | ----- | ----- | ---- | ----- | ----- | ------ | ------ | ------ | ------ | ----- | ------ | --- | --- | ----- | ----- | ------ | ------ | ------ | ------ | ----- | ----- | ----- | ----- | ------ | ------ | ---- | ------ |
| 1998 |                        |                   | AG I | AG I | MDP I | MDP I | RC I  | RC I | SJU I | SJU I | OLA    | OLA    | GR     | GR     | PAR I | PAR I  | BA  | BA  | BB    | BB    | SJU II | SJU II | MDP II | MDP II | RC II | RC II | AG II | AG II | PAR II | PAR II | 6.º  | 182    |
| 1998 | Honda Team Pro Racing  | Honda Civic VI    |      |      |       |       | 5     | 5    | 6     | 3     | Ret    | 2      | 3      | 10 (9) | NL    | 4      | 2   | 1   | 1     | 3     | Ret    | Ret    | 20†    | 5      | 5     | 4     | 10    | 15    | 2      | 17     | 6.º  | 182    |
| 1999 |                        |                   | AG I | AG I | MDP   | MDP   | POS   | POS  | OLA   | OLA   | RC     | RC     | BA I   | BA I   | BB    | BB     | TRE | TRE | AG II | AG II | GR     | GR     | RAF    | RAF    | PAR   | PAR   | SJO   | SJO   | BA II  | BA II  | 1.º  | 295    |
| 1999 | Honda Team Pro Racing  | Honda Civic VI    | 12   | 3    | 1     | 1     | 1     | 1    | 2     | 9     | 10     | Ret    | 1      | 1      | 6     | 6      | Ret | 4   | 3     | 3     | 2      | 2      | 8      | 9      | 5     | 4     | 2     | 5     | 2      | 5      | 1.º  | 295    |
| 2000 |                        |                   | RC I | TRE  | AG    | SJU I | PAR I | OBE  | BB    | RAF   | BA I   | SJO    | SJU II | RC II  | BA II | PAR II |     |     |       |       |        |        |        |        |       |       |       |       |        |        | 3.º  | 87     |
| 2000 | Honda Team Pro Racing  | Honda Civic VI    | Ret  | Ret  | 6     | Ret   | 7     | 3    | 2     | 6     | 1      | 15     | 14     | 4      | 4     | 8      |     |     |       |       |        |        |        |        |       |       |       |       |        |        | 3.º  | 87     |
| 2001 |                        |                   | RAF  | RC   | BB    | SJU I | PAR   | BA I | OBE   | AG I  | SJO    | SJU II | MDA    | RES    | AG II | BA II  |     |     |       |       |        |        |        |        |       |       |       |       |        |        | 5.º  | 75     |
| 2001 | Honda Racing Argentina | Honda Civic VI    | 2    | 21†  | Ret   | 8     | 9     | 19†  | 3     | Ex.   | Ret    | 3      | 1      | 4      | 15†   | 18†    |     |     |       |       |        |        |        |        |       |       |       |       |        |        | 5.º  | 75     |
| 2002 |                        |                   | GR   | RC   | SJU I | BB    | RES   | OBE  | AG    | SAL   | SJU II | PAR    | BA     | SRA    | PIG   | MDP    |     |     |       |       |        |        |        |        |       |       |       |       |        |        | 3.º  | 103    |
| 2002 | Honda Racing Argentina | Honda Civic VI    | 1    | 9    | 8     | 15    | 16†   | Ret  | 8     | 1     | 1      | 4      | 8      | 5      | 3     | 9      |     |     |       |       |        |        |        |        |       |       |       |       |        |        | 3.º  | 103    |
| 2003 |                        |                   | SL I | GR   | TRE   | SJU   | BB    | OBE  | RC    | SAL   | RES    | SR     | BA     | SL II  | AG    | MDP    |     |     |       |       |        |        |        |        |       |       |       |       |        |        | 4.º  | 92     |
| 2003 | Honda Racing Petrobras | Honda Civic VI    | 6    | 1    | Ret   | Ret   | 12    | 2    | 3     | 2     | 13     | 21†    | 4      | 4      | 9     | 16     |     |     |       |       |        |        |        |        |       |       |       |       |        |        | 4.º  | 92     |
| 2004 |                        |                   | GR   | VIE  | SJU   | PAR   | SL    | OBE  | AG    | CON   | RC     | SRA    | BB     | BA     | RAF   | MDP    |     |     |       |       |        |        |        |        |       |       |       |       |        |        | 4.º  | 112    |
| 2004 | Honda Racing Petrobras | Honda Civic VII   | Ret  | Ret  | 11†   | 6     | 4     | 2    | 5     | Ret   | 3      | 7      | 2      | 18†    | 3     | 16†    |     |     |       |       |        |        |        |        |       |       |       |       |        |        | 4.º  | 112    |
| 2005 |                        |                   | BA I | PAR  | VIE   | SJU   | OLA   | AG   | CUR   | OBE   | RAF    | SRA    | CON    | BA II  | SL    | GR     |     |     |       |       |        |        |        |        |       |       |       |       |        |        | 5.º  | 92     |
| 2005 | Honda Racing Petrobras | Honda Civic VII   | 14   | 16†  | 5     | 6     | 3     | 6    | 17    | Ret   | 10     | 4      | 14     | Ret    | 4     | 1      |     |     |       |       |        |        |        |        |       |       |       |       |        |        | 5.º  | 92     |
| 2006 |                        |                   | BA I | OLA  | CR    | VIE   | SFE   | SJU  | SRA   | RES   | CUR    | SMM    | GR     | BA II  | OBE   | PAR    |     |     |       |       |        |        |        |        |       |       |       |       |        |        | 2.º  | 185    |
| 2006 | Honda Petrobras Lubrax | Honda Civic VII   | 3    | Ret  | 4     | 2     | 6     | 4    | 2     | 1     | 1      | 5      | 7      | Ret    | 1     | 2      |     |     |       |       |        |        |        |        |       |       |       |       |        |        | 2.º  | 185    |
| 2007 |                        |                   | CR   | GR   | BB    | SMM   | SJU   | SP   | AG    | SFE   | SRA    | VIE    | BA     | OBE    | SL    | PDE    |     |     |       |       |        |        |        |        |       |       |       |       |        |        | 7.º  | 92     |
| 2007 | Honda Petrobras        | Honda Civic VIII  | Ret  | 19†  | Ex.   | 1     | 15†   | 8    | 7     | 6     | Ret    | 5      | 1      | 9      | Ret   | 11     |     |     |       |       |        |        |        |        |       |       |       |       |        |        | 7.º  | 92     |
| 2008 |                        |                   | PAR  | SAL  | GR    | SFE   | SJU   | RES  | AG    | BA    | OBE    | TRH    | VIE    | SMM    | PDF   | PDE    |     |     |       |       |        |        |        |        |       |       |       |       |        |        | 3.º  | 153    |
| 2008 | Honda Petrobras        | Honda Civic VIII  | 6    | 3    | 2     | 13    | Ret   | 5    | 6     | 2     | 2      | 2      | 5      | 3      | 3     | 6      |     |     |       |       |        |        |        |        |       |       |       |       |        |        | 3.º  | 153    |
| 2009 |                        |                   | AG   | GR   | OBE   | SMM   | TRH   | RES  | BA    | CEN   | SFE    | SFE    | SJU    | SJU    | PDF   |        |     |     |       |       |        |        |        |        |       |       |       |       |        |        | 3.º  | 127    |
| 2009 | Equipo Petrobras       | Honda Civic VIII  | 1    | 18†  | 2     | 4     | 2     | 6    | 6     | 6     | 3      | 3      | 4      | 5      | Ret   |        |     |     |       |       |        |        |        |        |       |       |       |       |        |        | 3.º  | 127    |
| 2010 |                        |                   | PDE  | SMM  | GR    | AG    | RES   | TRH  | LR    | SFE   | SFE    | CEN    | OBE    | BA     | PDF   |        |     |     |       |       |        |        |        |        |       |       |       |       |        |        | 15.º | 25     |
| 2010 | Renault Lo Jack Team   | Renault Mégane II | Ret  | Ret  | Ret   | Ret   | 12    | 4    | 14    | 7     | 3      | 16     | Ret    | 10     | Ret   |        |     |     |       |       |        |        |        |        |       |       |       |       |        |        | 15.º | 25     |
| 2011 |                        |                   | GR   | SFE  | SFE   | SMM   | SJU   | RES  | AG    | TRH   | LPL    | TRE    | JUN    | PDF    | PAR   |        |     |     |       |       |        |        |        |        |       |       |       |       |        |        | 6.º  | 138    |
| 2011 | Ford YPF               | Ford Focus II     | 1    | 7    | 12    | 8     | 6     | Ret  | Ret   | 8     | 16     | 7      | 3      | 4      | 6     |        |     |     |       |       |        |        |        |        |       |       |       |       |        |        | 6.º  | 138    |

#### Copa Endurance Series
| Año  | Equipo               | Auto              | 1   | 2   | 3   | Res. | Puntos |
| ---- | -------------------- | ----------------- | --- | --- | --- | ---- | ------ |
| 2009 |                      |                   | TRH | BA  | PDF | 5.º  | 27     |
| 2009 | Equipo Petrobras     | Honda Civic VIII  | 2   | 6   | Ret | 5.º  | 27     |
| 2010 |                      |                   | TRH | CEN | BA  | 10.º | 13     |
| 2010 | Renault Lo Jack Team | Renault Mégane II | 4   | 16  | 10  | 10.º | 13     |

### Súper TC 2000
| Año  | Equipo                   | Auto           | 1    | 2    | 3     | 4     | 5    | 6    | 7     | 8     | 9      | 10     | 11    | 12    | 13 | 14 | 15  | 16  | 17   | 18   | 19    | Res. | Puntos |
| ---- | ------------------------ | -------------- | ---- | ---- | ----- | ----- | ---- | ---- | ----- | ----- | ------ | ------ | ----- | ----- | -- | -- | --- | --- | ---- | ---- | ----- | ---- | ------ |
| 2017 |                          |                | BA I | PDF  | SMM   | ROS   | ROS  | TRH  | RAF   | OBE   | SFE    | SFE    | BA II | SJU   | GR | AG |     |     |      |      |       | -    | -      |
| 2017 | Escudería Fela           | Ford Focus III |      |      |       |       |      |      |       |       |        |        | 5     |       |    |    |     |     |      |      |       | -    | -      |
| 2020 |                          |                | BA I | BA I | BA II | BA II | AG I | AG I | AG II | AG II | BA III | BA III | BA IV | BA IV | RC | RC | PAR | PAR | BA V | BA V | BA VI | 16.º | 20     |
| 2020 | Puma Energy Honda Racing | Honda Civic X  | 16   | 7    | 4     | 5     | 9    | 9    | 16    | 10    | Ret    | 10     | 11    | 14    |    |    |     |     | 17   | 18†  | 11    | 16.º | 20     |

### Rally Dakar
| Año     | Categoría | Vehículo   | Copiloto                       | Posición | Etapas |
| ------- | --------- | ---------- | ------------------------------ | -------- | ------ |
| 2011    | Coches    | McRae      | Sin copiloto                   | 46.º     | -      |
| 2012    | Coches    | Volkswagen | Rubén García                   | Ret.     | -      |
| 2013    | Coches    | Volkswagen | Rubén García                   | Ret.     | -      |
| 2014    | Coches    | Mercedes   | Tomislaw Glavic                | 20.º     | -      |
| 2015    | Coches    | Mercedes   | Juan Pablo Sisterna            | Ret.     | -      |
| 2016    | Coches    | Mercedes   | Tomislaw Glavic                | 50.º     | -      |
| 2017    | Coches    | Mercedes   | Sergio Lafuente                | 33.º     | -      |
| 2018    | Coches    | Mercedes   | Andres Young                   | Ret.     | -      |
| 2019    | Coches    | Can-Am     | Sin copiloto                   | 18.º     | -      |
| 2022    | Camiones  | MAN        | Pau Navarro / Carlos Mel Banfi | Ret.     | -      |
| 2023    | SSVs      | Can-Am     | Xavier Flick                   | 16.º     | -      |
| Fuente: |           |            |                                |          |        |